# Zikonotyna
Zikonotyna – peptyd będący składnikiem jadu rybożernego stożka Conus magus, zamieszkującego  filipińskie rafy koralowe. Białko to blokuje komórki nerwowe, uniemożliwiając im przesyłanie sygnałów do mózgu, prowadząc do paraliżu. Stanowi główny składnik zarejestrowanego w 2004 roku leku Prialt, stosowanego w leczeniu bólów przewlekłych (chronicznych), głównie u osób cierpiących na choroby nowotworowe. Działanie Prialtu określa się jako tysiąc razy silniejsze od działania morfiny.
Zikonotyna jest globularnym polipeptydem o długości 25 aminokwasów, którego struktura przestrzenna jest stabilizowana przez trzy mostki dwusiarczkowe.